# Ołeh Szewczenko
Ołeh Ołehowycz Szewczenko, ukr. Олег Олегович Шевченко (ur. 8 stycznia 1993 w Charkowie) – ukraiński siatkarz, reprezentant kraju, grający na pozycji przyjmującego.

## Sukcesy klubowe
Mistrzostwo Ukrainy:
- 2019, 2021
- 2022
- 2016

Mistrzostwo Kazachstanu:
- 2018

Klubowe Mistrzostwa Azji:
- 2018

Superpuchar Ukrainy:
- 2018, 2019, 2020

Puchar Ukrainy:
- 2019, 2021

## Sukcesy reprezentacyjne
Letnia Uniwersjada
- 2015[2]

Liga Europejska:
- 2017